# Ducati 888
La Ducati 888 è una motocicletta prodotta dalla casa motociclistica bolognese Ducati dal 1992 al 1993.

## Storia
La 888 è fondamentalmente un'evoluzione della 851, di cui conserva il telaio e gran parte della componentistica. Anche il motore non era una novità, in quanto aveva già di fatto equipaggiato le versioni più spinte della 851 a partire dalla 851 SP2 del 1990.
La denominazione 888 fu quindi dapprima utilizzata per le versioni più prestazionali (anche se già da due anni la cilindrata reale era quella), quali la SP4 e la SPS indirizzate entrambe all'uso agonistico, poi venne impiegata anche per le versioni Strada e Biposto della 851 quando anch'esse adottarono la nuova cilindrata di 888cc.
Nel 1993, in vista del lancio della 916 programmato per l'anno seguente, venne presentato un ultimo, corposo rinnovamento della 888 in ottica competizioni, le cui modifiche più evidenti risiedevano nel restyling delle carene, con linee più filanti soprattutto per cupolino e codone, e nell'adozione di una nuova cilindrata di 926cc. Per questo motivo, nonostante il mantenimento di 888 quale denominazione ufficiale, le pubblicazioni specializzate identificano ufficiosamente quest'ultima versione anche come Ducati 926.

## Tecnica
Questo modello, come da tradizione Ducati, è spinto da un motore bicilindrico a V di 90° dotato di distribuzione desmodromica, la cui disposizione con il cilindro anteriore pressoché orizzontale e quello posteriore quasi verticale è universalmente conosciuta come motore a L. Tale scelta tecnica, risalente a più di venti anni prima, favorisce il controllo della temperatura nei motori raffreddati ad aria ed era stata mantenuta anche con l'adozione del raffreddamento a liquido e della testata plurivalvole da parte della 851. Il telaio è un traliccio di tubi di acciaio al cromo-molibdeno, anch'esso un marchio di fabbrica dell'azienda bolognese, il cambio è a 6 marce e la trasmissione finale è a catena. La veste estetica era identica alla 851, sottoposta a restyling proprio nell'anno in cui venne lanciata la 888.

## Carriera agonistica

Carl Fogarty in sella alla 888 al Mugello durante il campionato mondiale Superbike 1992

Modello di punta della produzione sportiva Ducati, nel 1991 ha partecipato al campionato mondiale Superbike sostituendo la 851, continuando le vittorie Ducati nel campionato per altri due anni con Doug Polen, senza stravolgere troppo le linee dal modello precedente, infatti inizialmente l'unica vera differenza tra i due modelli era solo la cilindrata del propulsore, innalzata appunto a 888cm³.
All'arrivo nel 1994 della sua sostituta, la totalmente nuova Ducati 916, fu ancora adoperata in gara dai piloti che non erano ancora passati al modello più recente, che la sostituì gradualmente sui campi di gara. Da notare che nel 1994 il pilota austriaco Andreas Meklau in sella alla sua vecchia 888 siglò il giro più veloce in gara in entrambe le manche della gara del campionato mondiale Superbike 1994, in quella che fu l'ultima gara della categoria svoltasi all'Österreichring (ristrutturato l'anno seguente come A1-Ring), e, pur classificandosi entrambe le volte secondo alle spalle di Carl Fogarty, risultò più rapido del britannico in sella alla nuova 916.

## Caratteristiche tecniche
| Caratteristiche tecniche - Ducati 888                 | Caratteristiche tecniche - Ducati 888                                                                           | Caratteristiche tecniche - Ducati 888                                                                           | Caratteristiche tecniche - Ducati 888                                                                           | Caratteristiche tecniche - Ducati 888                                                                           | Caratteristiche tecniche - Ducati 888                                                                           |
| Dimensioni e pesi                                     | Dimensioni e pesi                                                                                               | Dimensioni e pesi                                                                                               | Dimensioni e pesi                                                                                               | Dimensioni e pesi                                                                                               | Dimensioni e pesi                                                                                               |
| ----------------------------------------------------- | --- | --- | --- | --- | --- |
| Ingombri (lungh.×largh.×alt.)                         | 2000 × 670 × 1120 mm                                                                                            | 2000 × 670 × 1120 mm                                                                                            | 2000 × 670 × 1120 mm                                                                                            | 2000 × 670 × 1120 mm                                                                                            | 2000 × 670 × 1120 mm                                                                                            |
| Altezze                                               | Sella: 760 mm - Minima da terra: 150 mm                                                                         | Sella: 760 mm - Minima da terra: 150 mm                                                                         | Sella: 760 mm - Minima da terra: 150 mm                                                                         | Sella: 760 mm - Minima da terra: 150 mm                                                                         | Sella: 760 mm - Minima da terra: 150 mm                                                                         |
| Interasse: 1430 mm                                    | Interasse: 1430 mm                                                                                              | Massa a vuoto: 188 kg                                                                                           | Massa a vuoto: 188 kg                                                                                           | Serbatoio: 19 l                                                                                                 | Serbatoio: 19 l                                                                                                 |
| Meccanica                                             | | | | | |
| Tipo motore: Bicilindrico a 4 tempi a L di 90°        | Tipo motore: Bicilindrico a 4 tempi a L di 90°                                                                  | Tipo motore: Bicilindrico a 4 tempi a L di 90°                                                                  | Tipo motore: Bicilindrico a 4 tempi a L di 90°                                                                  | Raffreddamento: a liquido                                                                                       | Raffreddamento: a liquido                                                                                       |
| Cilindrata                                            | 888 cm³ (Alesaggio 94,0 × Corsa 64,0 mm)                                                                        | 888 cm³ (Alesaggio 94,0 × Corsa 64,0 mm)                                                                        | 888 cm³ (Alesaggio 94,0 × Corsa 64,0 mm)                                                                        | 888 cm³ (Alesaggio 94,0 × Corsa 64,0 mm)                                                                        | 888 cm³ (Alesaggio 94,0 × Corsa 64,0 mm)                                                                        |
| Distribuzione: DOHC desmodromico a 4 valvole cilindro | Distribuzione: DOHC desmodromico a 4 valvole cilindro                                                           | Distribuzione: DOHC desmodromico a 4 valvole cilindro                                                           | Alimentazione: iniezione elettronica e corpi farfallati "Weber"                                                 | Alimentazione: iniezione elettronica e corpi farfallati "Weber"                                                 | Alimentazione: iniezione elettronica e corpi farfallati "Weber"                                                 |
| Potenza: 120 cv a 9.000 giri                          | Potenza: 120 cv a 9.000 giri                                                                                    | Coppia: | Coppia: | Rapporto di compressione:                                                                                       | Rapporto di compressione:                                                                                       |
| Frizione: multidisco a secco                          | Frizione: multidisco a secco                                                                                    | Frizione: multidisco a secco                                                                                    | Cambio: sequenziale a 6 marce (sempre in presa)                                                                 | Cambio: sequenziale a 6 marce (sempre in presa)                                                                 | Cambio: sequenziale a 6 marce (sempre in presa)                                                                 |
| Accensione                                            | elettronica CDI                                                                                                 | elettronica CDI                                                                                                 | elettronica CDI                                                                                                 | elettronica CDI                                                                                                 | elettronica CDI                                                                                                 |
| Trasmissione                                          | a catena | a catena | a catena | a catena | a catena |
| Avviamento                                            | elettrico | elettrico | elettrico | elettrico | elettrico |
| Ciclistica                                            | | | | | |
| Telaio                                                | tubolare a traliccio                                                                                            | tubolare a traliccio                                                                                            | tubolare a traliccio                                                                                            | tubolare a traliccio                                                                                            | tubolare a traliccio                                                                                            |
| Sospensioni                                           | Anteriore: forcella oleodinamica "Showa GD061-USD" / Posteriore: monoammortizzatore progressivo "Ohlins DU8071" | Anteriore: forcella oleodinamica "Showa GD061-USD" / Posteriore: monoammortizzatore progressivo "Ohlins DU8071" | Anteriore: forcella oleodinamica "Showa GD061-USD" / Posteriore: monoammortizzatore progressivo "Ohlins DU8071" | Anteriore: forcella oleodinamica "Showa GD061-USD" / Posteriore: monoammortizzatore progressivo "Ohlins DU8071" | Anteriore: forcella oleodinamica "Showa GD061-USD" / Posteriore: monoammortizzatore progressivo "Ohlins DU8071" |
| Freni                                                 | Anteriore: doppio disco da 320 mm / Posteriore: disco singolo da 245 mm                                         | Anteriore: doppio disco da 320 mm / Posteriore: disco singolo da 245 mm                                         | Anteriore: doppio disco da 320 mm / Posteriore: disco singolo da 245 mm                                         | Anteriore: doppio disco da 320 mm / Posteriore: disco singolo da 245 mm                                         | Anteriore: doppio disco da 320 mm / Posteriore: disco singolo da 245 mm                                         |
| Pneumatici                                            | anteriore 120/70 ZR 17; posteriore 180/55 ZR 17 Michelin su cerchi Marchesini                                   | anteriore 120/70 ZR 17; posteriore 180/55 ZR 17 Michelin su cerchi Marchesini                                   | anteriore 120/70 ZR 17; posteriore 180/55 ZR 17 Michelin su cerchi Marchesini                                   | anteriore 120/70 ZR 17; posteriore 180/55 ZR 17 Michelin su cerchi Marchesini                                   | anteriore 120/70 ZR 17; posteriore 180/55 ZR 17 Michelin su cerchi Marchesini                                   |
| Prestazioni dichiarate                                | | | | | |
| Velocità massima                                      | oltre 260 km/h                                                                                                  | oltre 260 km/h                                                                                                  | oltre 260 km/h                                                                                                  | oltre 260 km/h                                                                                                  | oltre 260 km/h                                                                                                  |
| Altro                                                 | | | | | |
| Rapporto di compressione                              | 11:1 | 11:1 | 11:1 | 11:1 | 11:1 |
| Fonte dei dati:                                       | | | | | |